# Nikodīmos Papavasileiou
Nikodīmos Papavasileiou (in greco: Νικόδημος Παπαβασιλείου; Limisso, 31 agosto 1970) è un allenatore di calcio ed ex calciatore cipriota, di ruolo centrocampista, tecnico del National Bank of Egypt.

## Palmarès

### Giocatore

#### Competizioni nazionali
- Supercoppa di Cipro: 1

Anorthosis: 2000
APOEL: 2002

#### Competizioni internazionali
- Coppa dei Balcani per club: 1

OFI Creta: 1988-1989

### Allenatore

#### Competizioni nazionali
- Coppa di Cipro: 1

Apollōn Limassol: 2012-2013